# Stuart, Oklahoma
Stuart är en ort i Hughes County i delstaten Oklahoma, USA.